# Johann Ratzer
Johann Karl Ratzer (10. prosince 1802 Bystřice pod Hostýnem – 11. listopadu 1863 Brno) byl rakouský státní úředník a politik německé národnosti z Moravy, poslanec Moravského zemského sněmu.

## Biografie
Byl synem Františka Ratzera, ředitele hospodářství v Bystřici, a Zuzany, dcery starosty Lipnice Jana Pfronga. Od roku 1816 studoval na piaristickém gymnáziu v Lipníku, pak v období let 1819–1820 prodělal humanitní studia v Kroměříži na tamním gymnáziu a od roku 1821 studoval filozofii v Olomouci. V letech 1824–1827 studoval práva na Císařsko-královském lyceu v Olomouci. Po absolvování studia práv v roce 1827 působil na civilní a kriminální praxi na olomouckém magistrátu. V roce 1829 odešel do kláštera v Hradišti, ze kterého roku 1830 odešel coby registrátor, ředitel pozemkových knih a sekretář na regulační úřad do Kyjova. Zde pracoval do prosince 1837. Od prosince 1849 působil jako okresní hejtman v Místku. V dubnu 1850 byl povolán do Vídně a od července do listopadu 1853 byl provizorním vedoucím okresního hejtmanství Moravská Třebová. V srpnu 1855 byl jmenován na post stálého člena a referenta c. k. zemského oddělení pro dluhy a zemské regulační komise v Brně v hodnosti místodržitelského rady. Byl literárně činný, náležel do olomouckého okruhu německých spisovatelů. Napsal několik lyrických sbírek.
Zapojil se i do vysoké politiky. V zemských volbách roku 1861 byl zvolen na Moravský zemský sněm, kde zastupoval kurii městskou, obvod Příbor, Fulnek, Frenštát. Poslancem byl do své smrti roku 1863. V listopadu 1862 ho sněm jmenoval do výboru pro obecní pořádek, v lednu 1863 se stal členem odboru ke zkoušení činnosti zemského výboru a odboru ke zkoušení obecního zákona. Na sněmu promlouval výlučně německy.
Zemřel v listopadu 1863 ve věku 60 let. Krátce před smrtí ho v jeho úřadovně stihl záchvat mrtvice.